# قصر آستانا
قصر آستانا قصر آستانا (The Astana) در کوچینگ ساراواک، در کرانه شمالی رودخانه ساراواک در مالزی قرار دارد. این کاخ در سال ۱۸۷۰ به سفارش راجا وایت دوم، چالز بروک ساخته شد که آن را به عنوان هدیهٔ ازدواج به همسرش رانی مارگارت (Ranee Margaret) هدیه کرد.
این مکان هم‌اکنون موزهٔ ادارهٔ پلیس است.